# Нурденстам, Сара
Сара Нурденстам (норв. Sara Nordenstam; род. 28 февраля 1983, Люкселе, Вестерботтен) — норвежская пловчиха, чемпионка Европы 2012 года на дистанции 200 метров брассом, обладательница рекорда Европы на дистанции 200 метров брассом (2.23,02 в 2008 году) и нескольких национальных рекордов Норвегии. Первая норвежская пловчиха, выигравшая олимпийскую медаль (бронза в Пекине в 2008 году).

## Биография
Сара Мария Эвелина Нурденстам родилась 22 августа 1983 года в городе Люкселе, Швеция. В возрасте 10 лет вместе с родителями переехала в Осло, Норвегия. С 2004 года она является натурализованным гражданином Норвегии. Изучала маркетинг и рекламу в Южном методистском университете Далласа, который окончила в 2006 году со степенью бакалавра.

## Карьера
На международной арене дебютировала в 2004 году. В составе сборной команды Норвегии участвовала в олимпийских играх 2008 и 2012 года, чемпионатах мира 2009 и 2011 года, чемпионатах Европы 2010 и 2012 года.